# أدنو أرتينا
أدنو أرتينا (بالإنجليزية: Adno-Artina)‏ في الأساطير الأسترالية: أن سحلية سامة تحدَّت الكلب مارنیدي Marnidi للنزال، فقبل التحدي، لكنَّ السحلية استطاعت أن تقتله، وأن تصبغ الصخور باللون الأحمر.